# David Heinrich Müller
David Heinrich Müller, född den 6 juli 1846 i Buczacz, död den 21 december 1912 i Wien, var en österrikisk orientalist och epigrafiker.
Müller blev 1876 docent vid universitetet i Wien samt 1881 extra ordinarie och 1885 ordinarie professor där. Han företog 1898-1899 en forskningsresa till Sydarabien. 
Müller utgav bland annat Hamdanis Geographie der arabischen Halbinsel (2 band, 1884-1891) samt var redaktör för Wiener Zeitschrift für die Kunde des Morgenlandes.